# 八会镇
八会镇，是中华人民共和国辽宁省辽阳市辽阳县下辖的一个乡镇级行政单位。

## 行政区划
八会镇下辖以下地区：
通明山村、文官村、西庄子村、金厂村、华岩寺村、八股村、榆树村、宽厂峪村、长沟村、连河村、下八会村和八盘岭村。